# Synagoga w Wejherowie
Synagoga w Wejherowie – nieistniejąca synagoga znajdująca się w Wejherowie przy ulicy Puckiej 3.
Synagoga została zbudowana w 1893 roku. Miała dwie kondygnacje. Na posesji znajdowała się jeszcze wozownia z dwoma karawanami – mniejszym do przewozu trumien dzieci i większym do przewozu zmarłych dorosłych. Podczas II wojny światowej hitlerowcy zdewastowali i następnie zburzyli synagogę. Po wojnie budynku synagogi nie odbudowano.